# (32768) Александрипатов
(32768) Александрипатов (лат. Alexandripatov) — типичный астероид главного пояса, открыт 5 сентября 1983 года советским астрономом Людмилой Журавлёвой в Крымской астрофизической обсерватории и 5 января 2015 года назван в честь учёного Александра Ипатова.

## Обнаружение и именование
(32768) Александрипатов
Открыт 5 сентября 1983 года в Научном Л. В. Журавлёвой.
Александр Васильевич Ипатов (р. 1945) — директор Института прикладной астрономии Российской академии наук. Является экспертом в области радиофизики и радиоастрономии, одним из создателей радиоинтерферометрической сети «Квазар-КВО» и автором более 300 публикаций.
Оригинальный текст (англ.)32768 Alexandripatov
Discovered 1983 Sept. 5 by L. V. Zhuravleva at Nauchnyj.
Alexandr Vasilʹevich Ipatov (b. 1945) is the director of the Institute of Applied Astronomy of the Russian Academy of Sciences. He is an expert in radio physics and radio astronomy, one of the creators of the radio interferometric network Quasar-KVO, and the author of more than 300 publications.
Источники: MPC batch dated 2015-01-05; M.P.C. 91791.

## Орбита

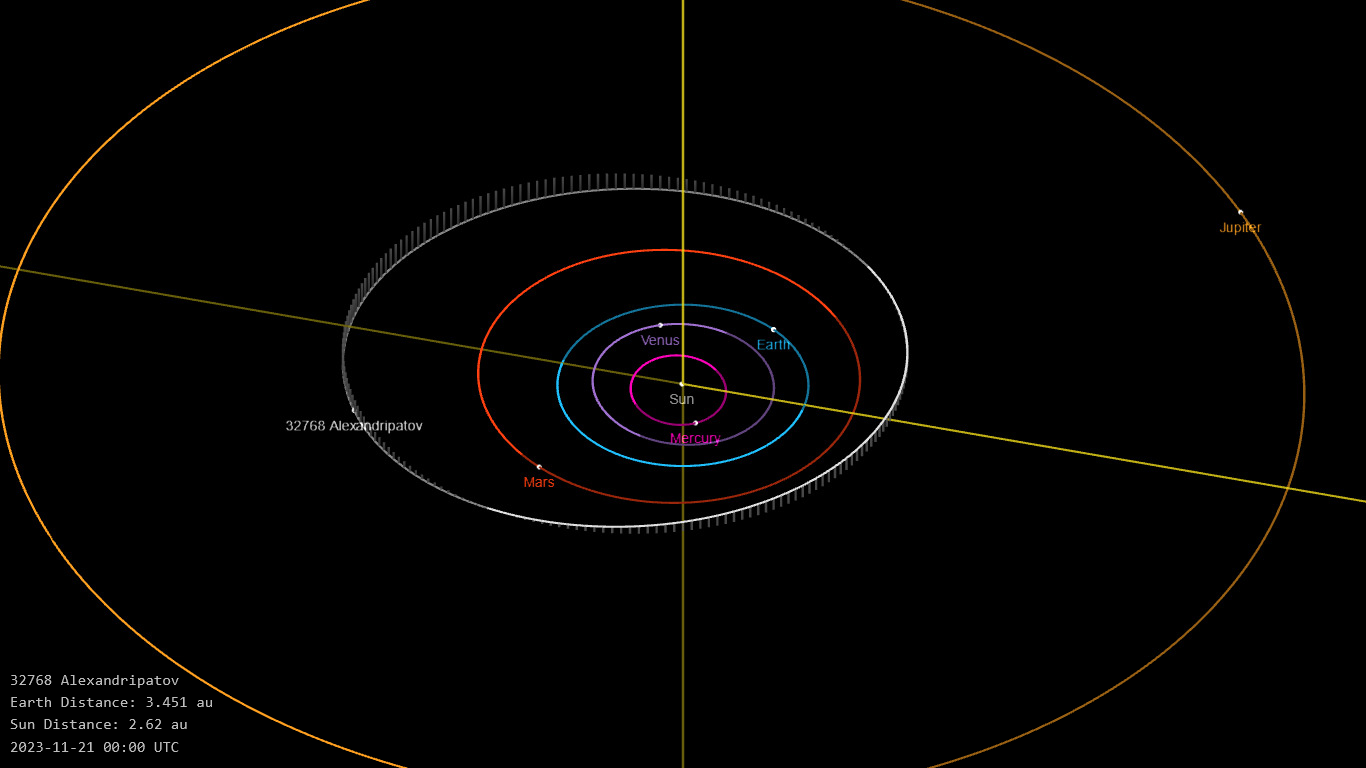
Орбита астероида Александрипатов и его положение в Солнечной системе

## Физические характеристики
Астероид относится к таксономическому классу S.
По результатам наблюдений в видимом и ближнем инфракрасном диапазоне космического телескопа NEOWISE диаметр астероида оценивался равным 2,433±0,488 км и 2,06±0,33 км. Согласно тем же источникам альбедо оценивается как 0,2482±0,0631, 0,38±0,14 и 0,248±0,063.